# Европейское агентство лекарственных средств
Европейское агентство лекарственных средств (ЕАЛС, англ. «European Medicines Agency  (EMA, иногда — EMEA)») — агентство по оценке лекарственных препаратов на их соответствие требованиям, изложенным в Европейской Фармакопее. Данное ведомство тесно сотрудничает с «Европейским Директоратом по качеству лекарственных средств для здравоохранения».
В период с 1995 по 2004 его называли «Европейское агентство оценки лекарств».
Внешне похожим на «Управление по санитарному надзору за качеством пищевых продуктов и медикаментов Правительства США» (англ. «Food and Drug Administration (FDA)»), но без централизованного стиля, принятого последним, «ЕАЛС» было основано в 1995 г., имея финансирование со стороны Европейского союза и фармацевтической промышленности, а также с косвенной субсидией от стран-членов, с попыткой гармонизовать, но не заменить работу уже существовавших национальных органов, регулировавших оборот лекарственных средств.
Учредители «ЕАЛС» надеялись, что этот их план не только уменьшит затраты величиной 350 миллионов долларов США в год, испытываемые фармацевтическими компаниями Евросоюза при получении отдельных регистрационных сертификатов в каждой стране-участнице, но и преодолеет протекционистские тенденции стран, не желающих регистрировать новые препараты, которые могли бы конкурировать с лекарственными средствами, уже производимыми отечественными предприятиями.
В настоящее время[когда?] ЕС производит приблизительно треть новых лекарственных средств, поступающих на мировой рынок в год.

## История
Учреждено в 1995 г. Базируется в районе Сит г. Лондона, Великобритания. ЕАЛС возник после более семи лет переговоров между правительствами стран-членов, входящих в ЕС. Он заменил «Комитет по патентованным лекарственным препаратам», основанный в 1977 г., и «Комитет по ветеринарным лекарственным препаратам». Однако позже последние два учреждения возродились в качестве основы для научных консультативных комитетов.
20 ноября 2017 в связи с выходом Великобритании из Евросоюза, принято решение о переносе штаб-квартиры агентства из Лондона в Амстердам.

## Проводимые мероприятия
ЕАЛС действует в ЕС как децентрализованное научное учреждение (в противоположность любому регулирующему органу Евросоюза) и ответственно за охрану и укрепление здоровья человека и животных, непосредственно путём координации оценки и отслеживания центрально и национально зарегистрированных лекарственных препаратов, развивая техническое руководство и предоставляя научные рекомендации организаторам клинических испытаний.
Объём проводимых со стороны ЕАЛС мероприятий охватывает лекарственные препараты для человека и животных, включая биологические препараты, препараты для терапевтической плазмафильтрации, а также препараты из лекарственных растений.
Агентство состоит из Секретариата (исполнительного комитета), научных комитетов (каждый из которых по препаратам для человека, для животных, по препаратам из лекарственных растений, а также по редким лекарственным препаратам) и рабочих научных групп.
ЕАЛС организован в составе четырёх подразделений:
- препаратов для человека;
- препаратов для животных и инспекций;
- связей и сетевого обслуживания;
- административного персонала.

В составе ЕАЛС находится 4 специальных комитета:
- Исполнительный комитет осуществляет административный надзор за всем агентством: включая утверждение бюджетов и планов, избрание исполнительного директора. Упомянутый комитет включает двух человек от каждого государства-участника, двух от Европейского экономического сообщества и двух — от Европейского парламента.

На препараты, подлежащие центральной регистрации, или требующие её, фармацевтическая компания подает документы с целью получения регистрационного сертификата непосредственно в ЕАЛС.
- Комитет по лекарственным препаратам для человека (КЛПЧ) или Комитет по лекарственным препаратам для животных (КЛПЖ) проводит единственную оценку. Если соответствующий комитет сделает заключение о том, что качество, безопасность и эффективность лекарственного препарата доказана достаточно, он принимает положительное решение. Последнее, направленное в Европейскую Комиссию, должно воплотиться в регистрационное свидетельство, действительное во всем Европейском союзе.
- Комитет по редким лекарственным препаратам (КРЛП) в ЕАЛС наделяет отдельные лекарственные средства статусом редких препаратов.
- Четвёртым комитетом в ЕАЛС является Комитет по препаратам из лекарственных растений (КПЛР). Он способствует процедурам гармонизации и предложениям, делаемым в странах-членах ЕС, которые касаются лекарственных растительных продуктов, и дальнейшей интеграции лекарственных растительных продуктов в европейскую регуляторную систему.
- В июле 2007 г. в ЕАЛС возник комитет, занимающийся новым законодательством, посвящённым вопросам педиатрии в Европе («Педиатрический Комитет»). Начиная с июля 2008 г., все назначения к применению регистрационного удостоверения на новые фармацевтические препараты должны включать данные исследований на детях (ранее только согласовывались с ПК), либо демонстрировать отказ от претензий или отмену таких исследований со стороны ПК. Начиная с января 2009, эти обязанности распространяются на большинство вариаций уже зарегистрированных препаратов (например, на новые показания к назначению).

Европейские аналоги:
- Committee for Medicinal Products for Human Use (CHMP)
- Committee for Medicinal Products for Veterinary Use (CVMP)

Большинство существующих лекарственных препаратов во всех странах-членах ЕС продолжают получать национальную регистрацию, но преобладающая часть действительно оригинальных средств регистрируются в ЕАЛС.
В штате агентства приблизительно 500 человек, оно децентрализует свои научные оценки лекарственных препаратов через сеть, включающую около 3500 экспертов по всему ЕС. ЕАЛС привлекает ресурсы Национальных компетентных органов (НКО) стран-членов ЕС.
Согласно Положениям Комитет по лекарственным продуктам для человека и Комитет по лекарственным препаратам для животных обязаны достичь решений в пределах 210 суток, однако этот предел останавливается, если возникает необходимость истребования от Подателя заявления дополнительных подтверждающих данных. Это лучше чем средние 500 суток, требуемые Управлением по санитарному надзору за качеством пищевых продуктов и медикаментов Администрации США.

## Аналог в Российской Федерации
В Российской Федерации аналогичные мероприятия проводит Федеральная служба по надзору в сфере здравоохранения и социального развития. В число полномочий службы входят:
- надзор за фармацевтической деятельностью, надзор за производством, изготовлением, качеством, эффективностью, безопасностью, оборотом и порядком использования лекарственных средств;
- надзор за ввозом на территорию РФ лекарственных средств и их вывозом.